# Abbottina liaoningensis
Espèce
Abbottina liaoningensis est une espèce de poisson du genre Abbottina, appartenant à la famille des Cyprinidés.

## Description
Les mâles de cette espèce peuvent mesurer jusqu’à 6,6 cm.

## Répartition
Abbottina liaoningensis vit exclusivement dans la province du Liaoning, en Chine.